# ミーミル

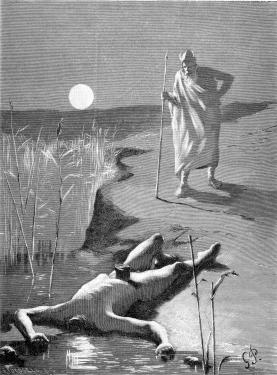
19世紀の『詩のエッダ』の翻訳本の挿絵より。オーディンが斬首されたミーミルの胴を見つける。

ミーミル（古ノルド語: Mímir、ミミル、ミーミ）は、北欧神話のオーディンの相談役となった賢者の神。オーディンの伯父にあたる巨人といわれている。

## 神話
スノッリ・ストゥルルソンが書いた『ユングリング家のサガ』によると、アース神族とヴァン神族との戦争が終わり和睦した際、アース側からの人質としてヘーニルとともにヴァナヘイムへ送られた。ヴァン神族はヘーニルを首領にしたが、彼が期待したような人物でないことが判明すると、ミーミルの首を切断してアース神族の元へ送り返した。
その後、オーディンが首が腐敗することのないように薬草を擦り込み、魔法の力で生き返らせ、大切なことは必ずこの首に相談したと伝えられている。ラグナロクが到来した際も、オーディンは真っ先に首の助言を仰いだ。
『スノッリのエッダ』の『ギュルヴィたぶらかし』15章で、彼が非常に賢いのは、彼が守っているミーミルの泉の水をギャラルホルンで飲んだためだといわれている。ミーミルは水を飲む代償としてオーディンの眼球を抵当に入れるよう求めた。
ミーミルは霜の巨人と考えられるが、研究者によって（あるいは詩を書いた人によって）は、ミーミルは水にまつわる自然現象の象徴でありいわば「水の巨人」であって、彼が守っているミーミルの泉から首だけを突き出していたと解釈する人もいる。
またシーグルズル・ノルダルは、オーディンが縊死者に質問をすると生前は特別賢かったわけではない彼らがさまざまな消息を話したという伝説があること、アイスランドには死んだばかりの男性や子供の頭がさまざまな消息を知っているという伝説があることなどから、これらがミーミルの斬首と結びついて、現在知られているような「ミーミルの首」の物語となったと推測している。

## ミミング
サクソ・グラマティクスが著した歴史書『デンマーク人の事績』には、森の神（サテュロス）のミミング（ミミングスとも。Miming）が登場する。山室静はこのミミングをミミルではないかと考えている。ミミングは唯一バルデルス（バルドル）を倒せる剣を守っていた。また手に入れた者に富をもたらす腕輪も所有していた。あるとき、バルデルスを倒す決意をしたホテルス（ヘズ）が、乳兄妹のナンナの父ゲヴァルスに教えられ、その剣を求めてミミングの元を訪れた。ミミングはホテルスに捕らえられ、剣と腕輪を奪われた。